# Наварро, Ньевес
Ньевес Наварро (итал. Nieves Navarro; род. 10 ноября 1938) — итальянская и испанская актриса

.

## Биография
Родилась 10 ноября 1938 года в Алмерии, Андалусия, Испания. Начинала карьеру как модель, работала ведущей на испанском ТВ. В кино дебютировала в комедии Альфонсо Балказара Гранда «Тото Аравийский». Стала работать в итальянском кино. Снималась в спагетти-вестернах под псевдонимом Сьюзан Скотт (англ. Susan Scott). Самой известной ролью в этом жанре стала Долорес из вестерна Дуччио Тессари «Пистолет для Ринго» (1965).
В 1967 году вышла замуж за итальянского режиссера и продюсера Лучиано Эрколу, в триллерах которого «Смерть приходит на шпильках» (1971) и «Смерть приходит ночью» (1972) исполнила свои лучшие роли. Играла в детективах, триллерах-джалло и эротических комедиях, в последних ее партнером часто выступал итальянский комик Лино Банфи. Играла в серии эротических фильмов об Эммануэль. В 1981 году пыталась вернуться в испанское кино, сыграла в дуэте с Фернандо Реем в картине «Сладкая». В 1989 году исполнила роль второго плана в ленте Алекса Дамиано «Casa di piacere», которая оказалась последней в фильмографии актрисы. Долгое время жила в Барселоне, Испания.